# Remington 1911 R1
A Remington 1911 R1 é uma pistola semiautomática inspirada na clássica Colt 1911, que serviu as forças armadas dos EUA por mais de 100 anos. Como a Colt 1911, a Remington 1911 é de ação simples e possui uma trava de segurança na parte traseira da empunhadura e outra na lateral ao alcance do polegar; também tem um pino de segurança ao estilo da Colt Série 80.

## Histórico
Em 1918, a Remington Arms produziu uma pistola estilo 1911 inspirada na Colt 1911 após receber um contrato do governo dos Estados Unidos para produzir as pistolas. A guerra chegou ao fim apenas um ano depois e a Remington encerrou a produção da 1911 em 1919 até abril de 2010, quando anunciaram que começariam a produzir a 1911 novamente. Desta vez, a pistola seria comercializada como "Remington 1911 R1". Este ressurgimento no mercado de armas curtas foi a primeira vez em 12 anos que a Remington produziu uma arma curta, pois sua última arma, a Remington XP-100, encerrou a produção em 1998.

## Variantes

### Model 1911 R1 Carry
Diferente do resto da linha R1 com seus quadros fundidos, os modelos Carry apresentam uma corrediça de aço carbono forjado totalmente sem arestas e quadro junto com a mira traseira da marca Novak, mira frontal Trijicon, frente e laterais da empunhadura zigrinadas em 25-LPI, cano de aço inoxidável com coroa na boca, segurança ambidestra, segurança de empunhadura, beavertail também com relevo zigrinado em 25-LPI, gatilho de precisão de alumínio esqueletizado, porta de ejeção rebaixada e alargada, cão aprimorado e talas da empunhadura em "cocobolo" (familia do jacarandá) zigrinado. A arma é atualmente oferecida em um modelo Government de 5 polegadas e um modelo Commander de 4 1⁄4 polegadas, ambos no calibre .45 ACP e um preço sugerido de US$ 1.067,00 em novembro de 2020.

### Model 1911 R1 Centennial
Os recursos incluem uma base de latão na mira frontal, talas personalizadas com um medalhão Remington e uma gravura especial de aniversário de 100 anos marcando o aniversário de 100 anos da pistola de 1911.

### Model 1911 R1 Centennial Limited Edition
Apresenta uma gravura de aniversário feita com faixa de ouro de 24 kt no slide. Também apresenta um acabamento em aço carbono azulado e uma base de ouro de 14 kt na mira frontal.

### Model 1911 R1 Enhanced
Possui gatilho e cão aprimorados, botão de liberação de carregador estendido, segurança de polegar mais ampla, bem como talas personalizadas com ranhuras para polegar. As miras são ajustáveias na traseira e têm fibra ótica na dianteira. Ele vem com dois carregadores com base emborrachada cada um com capacidade para 8 cartuchos.

### Model 1911 R1 Enhanced Threaded Barrel
Igual ao Enhanced, mas com um cano rosqueado que permite a conexão de um silenciador. Também possui miras frontal e traseira mais altas para atirar com um supressor.

### Model 1911 R1 Stainless
Idêntico ao original, exceto que o quadro, o slide e várias peças pequenas em aço inoxidável fosco.